# Nobreza neerlandesa
A nobreza neerlandesa é um segmento histórico da elite socioeconômica (e, no passado, política e administrativa) dos Países Baixos que se distingue dos demais pelo seu caráter hereditário e reconhecimento oficial pelo Estado.
O uso de títulos nobiliárquicos no Reino dos Países Baixos é regulado por lei de acordo com a Wet op de adeldom de 1994. Um órgão oficial intitulado Hoge Raad van Adel ("Alto Conselho da Nobreza") é responsável por manter o registro das famílias nobres e por aconselhar o governo em assuntos relativos à nobreza e à heráldica nos Países Baixos. O atual presidente do conselho (desde 1991) é o barão Coen Schimmelpenninck van der Oije.
A admissão à nobreza do Reino dos Países Baixos se dá por decreto real de três formas distintas:
- Reconhecimento (em neerlandês, erkenning) de que a família da pessoa admitida pertencia à nobreza nativa dos Países Baixos antes de 1795;
- Incorporação (em neerlandês, inlijving) de membros da nobreza reconhecida de outros países. Novos pedidos de incorporação não são mais possíveis depois de um prazo de transição de 5 anos contados a partir da entrada em vigor da Wet op de Adeldom.
- Elevação à nobreza (em neerlandês, verheffing). Desde 1994, essa possibilidade só se aplica por lei a membros da casa real ou a ex-membros da casa real dentro de um prazo máximo de três meses após a sua exclusão da casa real.

De acordo com a Nederlandse Adelsvereniging ("Associação da Nobreza Neerlandesa"), 324 famílias pertencem atualmente à nobreza neerlandesa.

## Contexto histórico
Os Países Baixos estendidos, que incluem também o atual território da Bélgica, eram na Idade Média um conjunto de feudos e territórios da França ou do Sacro Império Romano-Germânico que passaram por herança primeiro aos duques de Borgonha e depois aos reis Habsburgos espanhóis. No final do século XVI, as províncias protestantes do norte dos Países Baixos se rebelaram contra a Espanha e proclamaram sua independência como a República das Sete Províncias Unidas. O sul católico, correspondente à atual Bélgica, permaneceu vinculado à Espanha como "Países Baixos Espanhóis" até que, no início do século XVIII, com a extinção da dinastia dos Habsurgos na Espanha, passou após a Guerra de Sucessão Espanhola ao domínio dos Habsburgos austríacos. (ver Países Baixos Austríacos).
Nos Países Baixos setentrionais, a nobreza antiga do período medieval continuou a existir mesmo durante o período republicano e manteve um papel ativo na administração pública através da Ridderschap (ordem dos cavaleiros) na qual o ingresso só era possível a famílias reconhecidas como nobres. Adicionalmente, a posição de comandante das forças armadas e chefe de Estado (stadhouder em neerlandês) acabou se tornando, primeiro de facto e a partir do século XVIII de jure, um cargo vitalício e hereditário ocupado pelos príncipes de Orange.
Em 1795, a antiga república neerlandesa foi substituída pela República Batava que, inspirada nos ideais revolucionários franceses, aboliu a nobreza. No período napoleônico, primeiro a Bélgica e, depois, os Países Baixos setentrionais foram absorvidos pelo império francês até que, com a derrota de Napoleão, o Congresso de Viena ratificou a criação do Reino Unido dos Países Baixos como uma monarquia independente reunindo os Países Baixos setentrionais, Bélgica e Luxemburgo. O príncipe de Orange da época, Guilherme VI, foi reconhecido como o rei Guilherme I (em neerlandês, Willem I) dos Países Baixos, dando origem em 1815 à monarquia neerlandesa moderna. Em 1830, a Bélgica se separou dos Países Baixos setentrionais em uma rebelião motivada pelo descontentamento dos valões de língua francesa e dos flamengos católicos com a monarquia holandesa e protestante. Uma monarquia belga independente foi formada com Leopoldo de Saxe-Coburgo-Gota como primeiro rei.
Com a formação da monarquia orangista nos Países Baixos, a nobreza foi restaurada e ganhou status oficial. Com a independência da Bélgica, uma nobreza belga separada e majoritariamente francófona foi constituída, inicialmente absorvendo muitas famílias belgas que tinham sido incorporadas à nobreza neerlandesa no período do reino unido.
Os últimos privilégios legais e políticos da nobreza foram abolidos no Reino dos Países Baixos pela reforma constitucional de 1848, que introduziu no país a monarquia parlamentarista. A partir de então, o único direito legal conferido pelo reconhecimento oficial da condição de nobreza é a prerrogativa de uso de um título ou predicado honorífico hereditário. Contudo, o papel de destaque da nobreza na vida política dos Países Baixos e na administração do antigo Império Colonial Neerlandês ao longo do século XIX e primeira metade do século XX é ilustrado pelo fato de que treze governadores-gerais das Índias Orientais Neerlandesas entre 1816 e 1949 e sete primeiros-ministros dos Países Baixos entre 1848 e 1945 eram nobres.

## Títulos reais e nobiliárquicos nos Países Baixos
Diferentemente do que acontece no Reino Unido da Grã-Bretanha e Irlanda do Norte, a nobreza neerlandesa divide-se em "nobreza titulada" e "nobreza sem título".

## Títulos reais
- Rei/Rainha

O título de "Rei/Rainha dos Países Baixos" (Koning/Koningin der Nederlanden) é reservado ao monarca reinante e regulado pela constituição neerlandesa. A linha de sucessão inclui os descendentes legítimos do monarca reinante em ordem de senioridade, seguidos na ausência desses, também em ordem de senioridade, dos descendentes legítimos dos pais do monarca e, depois, dos descendentes legítimos dos seus avós desde que a relação de parentesco com o monarca não exceda o terceiro grau de consanguinidade. Em 1983, foi abolida a preferência masculina na linha de sucessão de modo que uma mulher na linha de sucessão é sempre posicionada acima dos seus irmãos homens mais novos, se houver.
De acordo com o Art.28 da constituição, qualquer pessoa na linha de sucessão que contrair matrimônio sem o consentimento dos Estados-Gerais dos Países Baixos é automaticamente excluída da sucessão hereditária juntamente com todos os seus futuros descendentes legítimos. O consentimento dos Estados-Gerais deve ser expresso através de legislação específica aprovada para esse fim em uma sessão conjunta das duas câmaras do parlamento.
- Príncipe/Princesa

Os títulos de "Príncipe/Princesa de Orange" (Prins/Prinses van Oranje), "Príncipe/Princesa dos Países Baixos" (Prins/Prinses der Nederlanden) e "Príncipe/Princesa de Orange-Nassau" (Prins/Prinses van Oranje-Nassau) são regulados por legislação própria (Wet lidmaatschap koninklijk huis) e são privativos de membros ou, em alguns casos, ex-membros da Casa real, cf. seção relativa aos Países Baixos no artigo Sua Alteza Real.

## Nobreza titulada
- Príncipe/Princesa

Os filhos da princesa Irene dos Países Baixos, segunda filha da rainha Juliana, nunca foram membros da Casa real devido à exclusão da sua mãe da linha sucessória antes do seu nascimento, mas foram entretanto admitidos em 1996 na nobreza dos Países Baixos com o título distinto de Prins/Prinses de Bourbon de Parme, estendido a todos os seus herdeiros legítimos subsequentes na linha masculina. A titulação fez-se, nos termos da Wet op de adeldom, por incorporação (inlijving) à nobreza dos Países Baixos da família do marido da princesa, Carlos Hugo, pretendente não reconhecido ao (extinto) Ducado de Parma e ao trono da Espanha.
Finalmente, em alguns outros casos excepcionais, o grau de Príncipe existe ainda na nobreza dos Países Baixos fora do âmbito da família real, por exemplo, o título de Príncipe de Waterloo usado nos Países Baixos pelo titular do grau de Duque de Wellington no Pariato do Reino Unido, ou o título de Prins van Chimay, pertencente exclusivamente ao chefe do ramo belga da família De Riquet de Caraman.
- Duque

O título de Duque (em neerlandês, Hertog, cf. alemão Herzog) não existe no Reino dos Países Baixos, embora seja usado na nobreza do vizinho Reino da Bélgica.
- Marquês

O título de Marquês (em neerlandês, Markies, ou alternativamente Markgraaf) encontra-se atualmente extinto na nobreza dos Países Baixos, com exceção do título de Markies van Heusden usado pelo detentor do título de Earl of Clancarty (em português, "Conde de Clancarty") no Pariato da Irlanda. Adicionalmente, o Rei dos Países Baixos usa ainda o título subsidiário de Markies van Veere en Vlissingen.
- Conde/Condessa

O título de Conde/Condessa (em neerlandês, Graaf/Gravin) é usado até hoje por cerca de 30 famílias da nobreza neerlandesa. O direito ao uso do título pode se estender a todos os descendentes legítimos do titular original na linha masculina (incluindo mulheres) ou, em algumas famílias, pode ser herdado apenas pelo primogênito.
Adicionalmente, o monarca reinante detém ainda diversos títulos históricos de conde nos Países Baixos, incluindo Graaf van Buren, Leerdam en Culemborg.
- Visconde

Nenhum título de Visconde/Viscondessa foi concedido, homologado ou reconhecido no Reino dos Países Baixos desde a separação da Bélgica do reino em 1830, mas o título ainda é bastante comum na nobreza da Bélgica. Em particular, duas famílias atualmente de nacionalidade belga, Du Bus e Roest van Alkemade, permanecem ainda listadas pelo Hoge Raad van Adel como parte da nobreza neerlandesa com o antigo título germânico de Burggraaf (cf. alemão Burggraf) que, na Bélgica, é reconhecido por lei como a tradução em neerlandês do francês Vicomte (em português, "visconde"). O título é reconhecido ainda segundo o Hoge Raad van Adel para a família De Preud'homme d'Hailly de Nieuport, que é parte também da nobreza belga, mas reside desde os anos 1950 nos Países Baixos. Nos três casos citados, o título é herdado apenas pelo primogênito do titular.
Adicionalmente, o Rei dos Países Baixos mantém ainda subsidiariamente o título histórico de Burggraaf van Antwerpen ("Visconde de Antuérpia").
- Barão/Baronesa

O título de Barão/Baronesa é o mais comum na nobreza titulada neerlandesa, usado ainda hoje por mais de 100 famílias. A exemplo do título de Conde/Condessa, pode ser usado por todos os descendentes legítimos do titular original na linha masculina ou, em alguns casos, ser herdado apenas pelo primogênito.
- Ridder

Na nobreza belga e neerlandesa, existe ainda o título de Ridder (cf. alemão Ritter), que equivale a um título hereditário de "Cavaleiro". O título é usado apenas por indivíduos do sexo masculino e pode ser transmitido a todos os descendentes masculinos legítimos na linha masculina ou, em alguns casos, herdado apenas pelo primogênito masculino.
Um equivalente aproximado no atual Reino Unido da Grã-Bretanha e Irlanda do Norte é o título de Baronete, com a distinção importante de que baronetes no Reino Unido são considerados "comuns" (em inglês, commoners), não pertencendo portando ao Pariato (em inglês, peerage), que é a definição mais estrita da "nobreza" na acepção britânica.

## Nobreza não titulada
Havendo títulos por exemplo de conde ou barão que são herdados apenas por primogenitura, os demais filhos e filhas do titular que não são herdeiros do título são incorporados à nobreza não titulada na Bélgica e nos Países Baixos com o predicado honorífico de Jonkheer ou Jonkvrouw. O predicado é hereditário na linha masculina de modo que filhas solteiras e filhos homens de um Jonkheer são também, respectivamente, Jonkvrouwen e Jonkheren.
Alternativamente, uma família pode ser também admitida na nobreza neerlandesa em uma das formas previstas na lei, mas sem reconhecimento de um título superior, apenas com o predicado honorífico de Jonkheer, hereditário na linha masculina.
Na Bélgica, o equivalente em língua francesa do neerlandês Jonkheer/Jonkvrouw é a palavra Écuyer (em português, literalmente, "Escudeiro"), que não tem forma feminina. O status de Écuyer na convenção belga francesa é indicado no estado civil substituindo-se o tratamento Monsieur por Messire à frente de nomes masculinos e Madame por Dame à frente de nomes femininos.
No sistema de honras britânico, um equivalente aproximado, mas não idêntico a Jonkheer/Jonkvrouw é o predicado não hereditário The Honourable, usado no Reino Unido por todo os filhos e filhas de viscondes ou barões, e por filhos não primogênitos de condes. As filhas e os filhos não primogênitos de duques e marqueses e as filhas de condes recebem o tratamento mais elevado, mas também não hereditário, de Lord ou Lady. Quaisquer filhos de pares no Reino Unido, entretanto, são considerados "comuns" e, portanto, não pertencentes à nobreza em sentido estrito, até sua elevação ao pariato (possível normalmente apenas para o primogênito masculino).